# Конка Гагры
Ко́нка Га́гры — линия конно-железной дороги, работавшая в Старой Гагре (Российская империя, Черноморская губерния, Абхазия) в начале XX века (перед Первой Мировой войной). Отличалась тем, что тяговой силой были не лошади, а ослики и мулы. 
Также между Старой Гагрой и лесопильным заводом проектировалась линия электрического трамвая, но этот проект не был осуществлён, как и план создания большого порта для приёма крупных морских судов.

## Маршрут
Маршрут проходил от городской гостиницы до купален пляжа на морском побережье. Конка работала в 1903—1918 годы.